# August Berg (ishockeyspelare)
August Berg, född 21 april 1999 i Stockholm är en svensk ishockeyspelare som spelar för Djurgårdens IF i Hockeyallsvenskan. Hans moderklubb är Vallentuna Hockey. Den 5 april 2019 gjorde han sitt första A-lagsmål i karriären, ett mål som ledde till att Leksands IF gick upp till  Svenska Hockeyligan, den högsta serien i ishockey för herrar i Sverige.